# Valdoviño
Valdoviño es un municipio español situado en el noroeste de la comunidad autónoma de Galicia, en la comarca de Ferrol. Ocupa una franja costera desde la playa de Campelo hasta la entrada de la ría de Cedeira.
Las playas del término municipal de Valdoviño son muy populares por su paisaje natural y entre los aficionados al surf. Entre ellas, destacan el arenal de Frouxeira, de unos 3,5 km de longitud, y la playa de Pantín, en donde anualmente cada mes de septiembre se celebra el Pantín Classic, campeonato internacional de surf que comenzó su andadura en 1988.
La laguna de A Frouxeira es un destacado ecosistema de gran valor ornitológico por ser lugar de descanso de aves migratorias y de cría de algunas especies de aves.

## Límites
Valdoviño limita al norte con el municipio de Cedeira, al sur con el de Narón, al oeste con el océano Atlántico, y al este con los municipios de Cerdido, San Saturnino y Moeche.

## Toponimia
En el ámbito de la toponimia también circulan muchos bulos, uno de ellos es el que atribuye el origen del nombre Valdoviño a  "valle de Aviño", lugar y arroyo de la zona, si bien es cierto que Aviño es una zona de Valdoviño, el arroyo de tal nombre parece difícil de localizar. También es común la creencia que asimila Valdoviño a Valle del Vino, si bien, parece ser que jamás se cultivó vino en cantidades destacables. Otra tercera suposición es la que dice que la zona, al ser un hábitat natural para muchas especies de aves distintas, era un lugar al que la gente con pocos recursos venía a buscar huevos de pájaros a las zonas de playa, de ahí vendría val do oviño, valle del huevito.

## Geografía humana

### Demografía
Cuenta con una población de 6857 habitantes (INE 2024).
| Gráfica de evolución demográfica de Valdoviño entre 1842 y 2021                                                                                                  |
| |
| Población de derecho según los censos de población del INE Población de hecho según los censos de población del INEEn estos censos se denominaba Baldoviño: 1842 |

| Evolución de la población de Valdoviño - desde 1900 hasta 2022 -                                                                     |       |       |       |       |       |       |       |         |          |          |          |          |
| 1900 | 1930  | 1950  | 1981  | 2004  | 2007  | 2010  | 2011  | 2012    | 2013     | 2020     | 2021     | 2022     |
| 6 178 | 8 027 | 8 477 | 7 035 | 6 854 | 6 978 | 6 982 | 6 926 | {{{9}}} | {{{10}}} | {{{11}}} | {{{12}}} | {{{13}}} |
| Fuentes: INE e IGE (Los criterios de registro censal variaron entre 1900 y 2011, y los datos del INE y del IGE pueden no coincidir.) |       |       |       |       |       |       |       |         |          |          |          |          |

## Parroquias
Parroquias que forman parte del municipio:
- Lago (Santiago).
- Loira (San Pedro).
- Meirás (San Vicente).
- Pantín (Santiago).
- Sequeiro (Santa María).
- Valdoviño (Santa Eulalia).
- Vilaboa (San Vicente).
- Villarrube (San Martín).